# Трубчаста бомба

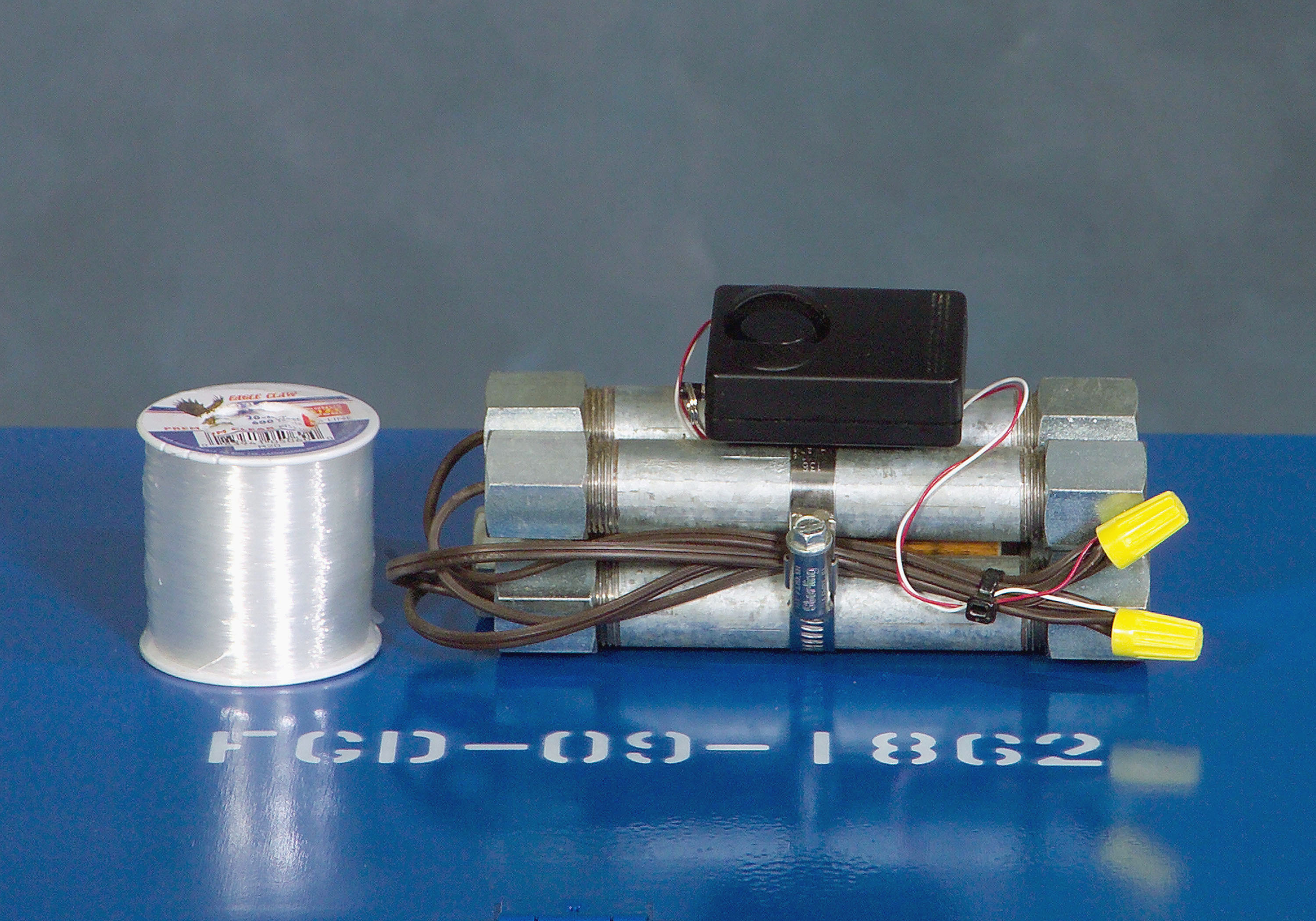
Макет трубчастої бомби, що запускається за допомогою дроту. Використовується для навчання військовослужбовців США

Трубчаста бомба (трубна бомба) — це саморобний вибуховий пристрій, у якому використовується щільно закрита частина труби, наповнена вибуховим матеріалом. Почасти, ініціюючі вибухові речовини використовуються для створення відносно сильного вибуху. Велика сила вибуху обумовлена підвищеним тиском, який виникає через герметичність. Роздроблення самої труби створює потенційно смертоносну шрапнель.
Однією з найбільших небезпек створення трубчастої бомби, як і будь-якої саморобної бомби є передчасна її детонація.
Матеріали та методи, якими послуговуються при виробництві трубчастої бомби можуть призводити до ненавмисної детонації, що спричинює серйозні травми, іноді несумісні з життям виробника.
В більшості країн виготовлення чи зберігання саморобних вибухових пристроїв є серйозним злочином, незалежно від цільового використання.

## Конструкція

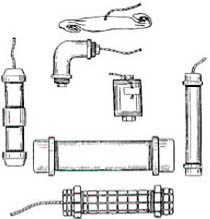
Зовнішній вигляд різних трубчастих бомб зі звіту про бомбу, виданого Державним департаментом США

Бомба зазвичай виглядає як короткий відрізок сталевої водопровідної труби, що містить вибухову суміш і закриту з обох кінців сталевими або латунними кришками. Детонатор вставляється в трубу з проводом, що виходить через отвір у бічній або закритій частині труби. Детонатор може бути електричним, з дротами, що ведуть до таймера та акумулятора, або може бути звичайним запалювальним ґнітом.
Як правило, бризантні вибухові речовини, такі як тротил, не використовуються, оскільки вони та детонатори до них є важкодоступними. Такі вибухові речовини також не потребують пресування, на відміну від вибухової речовини всередині трубчастої бомби.
Заміною вибухонебезпечних сумішей для начиння трубчастої бомби можуть бути порох, сірникові головки або хлоратні суміші. Вони легко спалахують від тертя, статичної електрики та іскор, що можуть утворитися під час начинення труби або прикріплення торцевих заглушок, що спричиняє багато травм або смерть виробника.
Іноді до зовнішньої оболонки або всередину бомби додають гострі предмети, для збільшення пошкодження і травмування, наприклад цвяхи, бите скло.

## Механізм
Трубні бомби концентрують тиск і вивільняють його раптово, через розрив зовнішньої оболонки. Можна використовувати пластикові матеріали, але метали зазвичай мають вищу міцність на розрив і тому створюють більшу вибухову силу. Наприклад, звичайна 1-дюймова (25 мм) кована сталева труба зі сталі має типовий робочий тиск 7,0 МПа, а тиск розриву 55,8 МПа, хоча метод ущільнення труби може значно зменшити тиск розриву.
Труба може розірватися по-різному, залежно від швидкості зростання тиску і пластичності матеріалу труби.
- Якщо тиск росте повільно, то й метал може деформуватися, доки стінки не стануть тонкими й не утвориться отвір, викликаючи гучний звук від викиду газу, без уламків
- Швидке зростання тиску призведе до того, що метал розіб'ється на фрагменти, які гази, що розширюються, виштовхнуть назовні в усіх напрямках.

## Види відмов
Трубчасті бомби можуть не детонувати, якщо тиск газу наростає надто повільно. Низька швидкість наростання тиску газу призводить до витікання через отвір запалювання детонатора.
Трубчаста бомба також може вийти з ладу, якщо труба повністю герметична і почалася хімічна реакція, але загальний тиск, що створюється хімікатами, недостатній, щоб перевищити міцність труби; така бомба є низькоякісною, але все ще небезпечною, бо бомба лишається чутливою до удару.

## Мінімальні відстані евакуації
У випадку підозри на бомбу типові рекомендації полягають у тому, щоб усі люди були на мінімальній відстані для евакуації, доки не прибудуть фахівці зі знешкодження бомб. Для трубчастої бомби Міністерство внутрішньої безпеки США рекомендує мінімум 21 м (69 фут) і відстань на вулиці 366 м (1 201 фут).

## Використання
Трубчасті бомби за своєю природою є саморобною зброєю і зазвичай використовуються тими, хто не має доступу до військового інструментарію, такого як гранати.
Вони широко застосовувались у громадянській війні в Іспанії (1936—1939). Під час Другої світової війни членів британської внутрішньої гвардії навчали виготовляти та використовувати їх.
У Північній Ірландії з середини 1990-х років, коли Смута закінчилася, відбулися сотні атак з використанням трубчастих бомб. Більшість нападів було здійснено лоялістерськими воєнізованими формуваннями, особливо Red Hand Defenders, Orange Volunteers та Ulster Defense Association. Однак бомби також застосовувались ірландськими республіканськими воєнізованими угрупованнями та групою боротьби з наркотиками Республіканської дії проти наркотиків. Вони також широко використовуються на півдні Ірландії наркоторговцями, головним чином у Дубліні.
Крім злочинців, воєнізованих формувань та ополченців, трубчасті бомби використовуються для розваги чи пустощів без наміру завдати нікому травми, але через небезпеку передчасного спалаху та осколків трубчасті бомби є набагато небезпечніше, ніж такі альтернативи, як бомби з сухим льодом або картопляні гармати.

### Відомі випадки

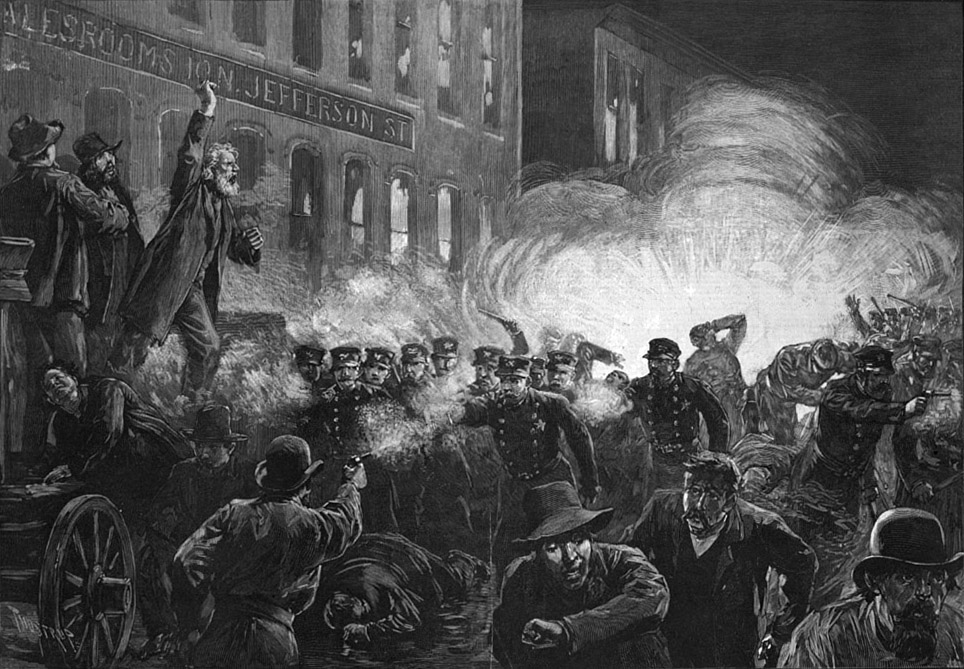
Ця гравюра 1886 року була найбільш широко відтвореним зображенням бунтів на Хеймаркеті. На ньому неправильно показано, як Філден говорить, одночасно вибухає трубна бомба та початок бунту.

- 4 травня 1886 року під час мітингу на площі Хеймаркет у Чикаго, штат Іллінойс, США, була кинута бомба.[7] Він досяг лінії поліції та вибухнув, убивши поліцейського Матіаса Дж. Дегана.[7] Бомба була виготовлена з газової труби, наповненої динамітом і закритої з обох кінців дерев'яними брусками.[7]
- З серпня 1977 року по листопад 1977 року Аллан Стін Крістенсен підклав кілька бомб у Копенгагені, Данія, поранивши 5, але нікого не вбивши.
- У 1985 році палестинський американський активіст проти дискримінації Алекс Оде загинув у Каліфорнії від вибуху трубної бомби. Терористами підозрюють активістів Ліги захисту євреїв.[8][9]
- 16 грудня 1989 року федеральний суддя Роберт Венс був убитий у своєму будинку в Маунтін-Брук, штат Алабама, коли він відкрив пакунок із трубчастою бомбою, надісланий Волтером Лероєм Муді в Маунтін-Брук, штат Алабама.
- 27 липня 1996 року Ерік Рудольф використав трубну бомбу під час вибуху в парку Centennial Olympic під час літніх Олімпійських ігор 1996 року в Атланті, штат Джорджія, США. Двоє людей загинули, 111 отримали поранення[10]
- Під час підготовки різанини в середній школі Колумбайн Ерік Харріс і Ділан Клеболд експериментували з трубчастими бомбами. Під час випробувань і експериментів Ерік Харріс опублікував їх результати на своєму веб-сайті. Під час різанини Гарріс і Клеболд використовували свої трубчасті бомби як саморобні ручні гранати поряд з різними іншими бомбами, які вони грубо виготовили.
- 11 грудня 2010 року терорист-смертник підірвав одну з шести саморобних бомб поблизу великого торгового району в Стокгольмі, Швеція, убивши себе без інших втрат під час так званих вибухів у Стокгольмі 2010 року.[11]

- У жовтні 2018 року трубчасті бомби без спускових пристроїв[12] були відправлені різним ліберальним і політичним діячам США. Серед одержувачів були політичний активіст та інвестор Джордж Сорос, колишній держсекретар Гілларі Клінтон, колишній президент Барак Обама, колишній директор ЦРУ Джон Бреннан і колишній генеральний прокурор Ерік Холдер.[13][14]
- 6 січня 2021 року в штаб-квартирі Національного комітету Республіканської партії під час атестації новообраного президента Джо Байдена була знайдена трубна бомба. Також у штаб-квартирі Національного комітету Демократичної партії було виявлено невпізнаний предмет, що призвело до евакуації.[15]